# فهرست ایرانیان تحت تحریم بین‌المللی به دلیل نقض حقوق بشر
فهرست ایرانیان تحت تحریم بین‌المللی به دلیل نقض حقوق بشر، شامل نام و مشخصات افراد ایرانی است که، به دلیل نقض گسترده حقوق بشر در جمهوری اسلامی ایران، مورد تحریم‌های بین‌المللی ایالات متحده آمریکا و یا ۲۷ کشور عضو اتحادیه اروپا قرار گرفته‌اند.

## فهرست افراد تحت تحریم ایالات متحده آمریکا
|                          |  | تاریخ شروع تحریم   | مقام اجرایی در زمان نقض حقوق بشر                    | دلایل تحریم | تحریم‌های دیگر |
| ------------------------ |  | ------------------ | --------------------------------------------------- | --- | --- |
| محمدعلی جعفری            |  | ۳۰ سپتامبر ۲۰۱۰    | فرمانده کل سپاه پاسداران انقلاب اسلامی ایران.       | مشارکت در نقض جدی حقوق بشر و سرکوب مردم ایران در جریان انتخابات ریاست جمهوری دهم ایران و سرکوب مردم معترض سوریه | * افراد تحت تحریم وزارت خزانه‌داری ایالات متحده آمریکا به دلیل نقش برجسته‌اش در برنامه هسته‌ای و موشکی ایران، در سال ۲۰۱۰ میلادی. * افراد تحت تحریم اتحادیه اروپا به دلیل نقض حقوق بشر مردم ایران در سال ۲۰۱۱ میلادی. |
| قاسم سلیمانی             |  |                    | فرمانده نیروی قدس سپاه پاسداران انقلاب اسلامی       | نقض حقوق بشر و سرکوب و کشتار مردم معترض سوریه                                                                   | * تحریم از سوی ایالات متحده آمریکا و نیز اروپا |
| حسین طائب                |  |                    | رئیس سازمان اطلاعات سپاه پاسداران انقلاب اسلامی     | نقض حقوق بشر و سرکوب و کشتار مردم معترض سوریه و ایران                                                           | * تحریم از سوی اروپا |
| حمیدرضا سبحانی           |  | ۳۰ سپتامبر ۲۰۱۰    | عضو سپاه پاسداران در دولت نهم.                      | مشارکت در نقض جدی حقوق بشر و آزار مردم ایران در جریان وقایع پس از نتایج انتخابات ریاست جمهوری دهم ایران.        | |
| غلام‌حسین محسنی اژه‌ای     |  | ۳۰ سپتامبر ۲۰۱۰    | وزیر اطلاعات در دولت نهم و دادستان کل کشور.         | مشارکت در نقض جدی حقوق بشر و آزار مردم ایران در جریان وقایع پس از نتایج انتخابات ریاست جمهوری دهم ایران.        | * افراد تحت تحریم اتحادیه اروپا به دلیل نقض حقوق بشر مردم ایران در سال ۲۰۱۱ میلادی. |
| سعید مرتضوی              |  | ۳۰ سپتامبر ۲۰۱۰    | دادستان تهران                                       | مشارکت در نقض جدی حقوق بشر و آزار مردم ایران در جریان وقایع پس از انتخابات ریاست‌جمهوری خرداد ۱۳۸۸.              | * افراد تحت تحریم اتحادیه اروپا به دلیل نقض حقوق بشر مردم ایران در سال ۲۰۱۱ میلادی. |
| حیدر مصلحی               |  | ۳۰ سپتامبر ۲۰۱۰    | وزیر اطلاعات در دولت دهم.                           | مشارکت در نقض جدی حقوق بشر و آزار مردم ایران در جریان وقایع پس از انتخابات ریاست‌جمهوری خرداد ۱۳۸۸.              | * افراد تحت تحریم اتحادیه اروپا به دلیل نقض حقوق بشر مردم ایران در سال ۲۰۱۱ میلادی. |
| محمدرضا نقدی             |  | ۲۰۱۹               | فرمانده نیروی مقاومت بسیج.                          | نقش‌داشتن در شکنجه، سرکوب و بازداشت‌های خودسرانه معترضین به نتایج انتخابات ریاست جمهوری دهم ایران.                | * افراد تحت تحریم بر اساس قطعنامه ۱۸۰۳ شورای امنیت در سال ۲۰۰۸ میلادی. * افراد تحت تحریم اتحادیه اروپا به دلیل نقض حقوق بشر مردم ایران در سال ۲۰۱۱ میلادی.                                                         |
| عباس جعفری دولت‌آبادی     |  | ۲۳ فوریه ۲۰۱۱      | دادستان تهران                                       | نقض جدی حقوق بشر مردم ایران.                                                                                    | * تحریم از سوی ایالات متحده آمریکا |
| امیرحسین لطف‌علیزاده      |  | ۱۷ آوریل ۲۰۱۹      | جانشین سازمان اوج                                   | فعالیت سایبری برای سپاه و نقض قوانین آمریکا                                                                     | * تحریم از سوی ایالات متحده آمریکا |
| حسن شاهوارپور            |  | ۱۸ ژانویه ۲۰۲۰     | فرمانده سپاه ولیعصر خوزستان                         | | * تحریم از سوی اتحادیه اروپا |
| ایرج مسجدی               |  | ۲۳ اکتبر ۲۰۲۰      | سفیر ایران در عراق، مشاور فرمانده سپاه قدس          | ارتباط با سپاه پاسداران                                                                                         | * تحریم از سوی ایالات متحده آمریکا |
| امیر دیانت               |  | ۲ می ۲۰۲۰ (میلادی) | بازرگان نفت                                         | همکاری با سپاه پاسداران و نقض تحریم‌های آمریکا                                                                   | * تحریم از سوی ایالات متحده آمریکا |
| حسین اشتری               |  | ۲۰ مه ۲۰۲۰         | فرمانده نیروی انتظامی ایران                         | نقض شدید حقوق بشر شهروندان ایرانی                                                                               | * تحریم از سوی ایالات متحده آمریکا |
| مسعود صفدری              |  |                    | یکی از اعضای سپاه پاسداران انقلاب اسلامی            | نقض حقوق بشر و سرکوب مردم معترض ایران                                                                           | * تحریم از سوی ایالات متحده آمریکا |
| علی همتیان               |  |                    | یکی از اعضای سپاه پاسداران انقلاب اسلامی            | نقض حقوق بشر و سرکوب مردم معترض ایران                                                                           | * تحریم از سوی ایالات متحده آمریکا |
| لیلا واثقی               |  |                    | فرماندار شهرستان قدس                                | نقض حقوق بشر و سرکوب مردم معترض ایران                                                                           | * تحریم از سوی ایالات متحده آمریکا |
| ناصر راشدی               |  | ژانویه ۲۰۲۳        | معاون وزیر اطلاعات                                  | نقض حقوق بشر و سرکوب مردم معترض ایران                                                                           | * تحریم از سوی ایالات متحده آمریکا |
| حسین تناور               |  | ژانویه ۲۰۲۳        | فرماندهان ارشد سپاه پاسداران انقلاب اسلامی استان قم | نقض حقوق بشر و سرکوب مردم معترض ایران                                                                           | * تحریم از سوی ایالات متحده آمریکا |
| محمدنظر عظیمی            |  | ژانویه ۲۰۲۳        | فرمانده سپاه نبی اکرم استان کرمانشاه                | نقض حقوق بشر و سرکوب مردم معترض ایران                                                                           | * تحریم از سوی ایالات متحده آمریکا |
| کوروش آسیابانی           |  | ژانویه ۲۰۲۳        | جانشین فرمانده قرارگاه منطقه‌ای غرب سپاه             | نقض حقوق بشر و سرکوب مردم معترض ایران                                                                           | * تحریم از سوی ایالات متحده آمریکا |
| مجتبی فدا                |  | ژانویه ۲۰۲۳        | فرمانده سپاه صاحب‌الزمان استان اصفهان                | نقض حقوق بشر و سرکوب مردم معترض ایران                                                                           | * تحریم از سوی ایالات متحده آمریکا |
| علی عسگر نوروزی          |  | ژانویه ۲۰۲۳        | هیئت مدیره بنیاد تعاون سپاه                         | سرکوب اعتراضات از طریق نقض گسترده حقوق بشر                                                                      | * تحریم از سوی ایالات متحده آمریکا |
| احمد کریمی               |  | ژانویه ۲۰۲۳        | هیئت مدیره بنیاد تعاون سپاه                         | سرکوب اعتراضات از طریق نقض گسترده حقوق بشر                                                                      | * تحریم از سوی ایالات متحده آمریکا |
| امین‌الله نوروزی طباطبایی |  | ژانویه ۲۰۲۳        | هیئت مدیره بنیاد تعاون سپاه                         | سرکوب اعتراضات از طریق نقض گسترده حقوق بشر                                                                      | * تحریم از سوی ایالات متحده آمریکا |
| جمال بابامرادی           |  | ژانویه ۲۰۲۳        | هیئت مدیره بنیاد تعاون سپاه                         | سرکوب اعتراضات از طریق نقض گسترده حقوق بشر                                                                      | * تحریم از سوی ایالات متحده آمریکا |
| سعید بوربور              |  | آوریل ۲۰۲۳         | معاون امور اجرایی بسیج دانشجویی                     | سرکوب اعتراضات از طریق نقض گسترده حقوق بشر                                                                      | * تحریم از سوی ایالات متحده آمریکا |

## فهرست افراد تحت تحریم اتحادیه اروپا
- فهرست افراد تحت تحریم اتحادیه اروپا[۱۳]

۱. اسماعیل احمدی‌مقدم: فرمانده نیروی انتظامی جمهوری اسلامی ایران.
۲. حسین الله‌کرم: رئیس گروه انصار حزب‌الله و سرهنگ سپاه پاسداران انقلاب اسلامی ایران.
۳. عبدالله عراقی: معاون نیروی زمینی سپاه پاسداران انقلاب اسلامی.
۴. علی فضلی: معاون فرمانده نیروی مقاومت بسیج و فرمانده پیشین سپاه سیدالشهدای استان تهران .
۵. حسین همدانی: فرمانده سپاه محمد رسول‌الله و مسئول امنیت تهران.
۶. محمدعلی جعفری: فرمانده کل سپاه پاسداران انقلاب اسلامی ایران و فرمانده قرارگاه ثارالله.
۷. علی خلیلی: از فرماندهان ارشد سپاه پاسداران و مسئول واحد درمانی قرارگاه ثارالله.
۸. بهرام حسینی مطلق: فرمانده کنونی سپاه سیدالشهدای استان تهران.
۹. محمدرضا نقدی: فرمانده کل نیروی مقاومت بسیج.
۱۰. احمدرضا رادان: جانشین و معاون فرماندهی نیروی انتظامی ایران.
۱۱. عزیزالله رجب‌زاده: فرمانده پیشین پلیس امنیت تهران و فرمانده نیروی ضربت پلیس تهران، بالاترین فرمانده متهم در حوادث بازداشتگاه کهریزک.
۱۲. حسین ساجدی‌نیا: فرمانده پیشین پلیس امنیت تهران و معاون پیشین فرماندهی نیروی انتظامی ایران
۱۳. حسین طائب: فرمانده پیشین نیروی مقاومت بسیج و معاون اطلاعات فرماندهی سپاه پاسداران.
۱۴. سیدحسن شریعتی: رئیس دادگاه انقلاب اسلامی مشهد.
۱۵. قربانعلی دری نجف‌آبادی: دادستان کل کشور در جریان پیامدهای انتخابات ریاست جمهوری دهم ایران.
۱۶. حسن حداد با نام واقعی «الیاس حسن زارع دهنوی»: قاضی شعبه ۲۶ دادگاه انقلاب اسلامی استان تهران.
۱۷. سیدمحمد سلطانی: قاضی دادگاه انقلاب اسلامی مشهد.
۱۸. علی‌اکبر حیدری‌فر: قاضی دادگاه انقلاب اسلامی استان تهران و مقام دستور دهنده به اعزام معترضان به نتایج انتخابات، به بازداشتگاه کهریزک.
۱۹. عباس جعفری دولت‌آبادی: دادستان کنونی تهران.
۲۰. محمد مقیسه (مشهور به ناصریان): قاضی شعبه ۲۸ دادگاه انقلاب اسلامی استان تهران.
۲۱. غلامحسین محسنی اژه‌ای: دادستان کل کشور و وزیر وقت اطلاعات در جریان انتخابات ریاست جمهوری دهم ایران.
۲۲. سعید مرتضوی: رئیس ستاد مبارزه با قاچاق کالا و دادستان وقت تهران در جریان انتخابات ریاست جمهوری دهم ایران.
۲۳. عباس پیرعباسی: قاضی شعبه ۲۶ و ۲۸ دادگاه انقلاب اسلامی استان تهران.
۲۴. امیر مرتضوی: معاون دادستان دادگاه انقلاب اسلامی مشهد.
۲۵. ابوالقاسم صلواتی: قاضی و رئیس شعبه ۱۵ دادگاه انقلاب اسلامی استان تهران. وی قاضی دادگاه‌های نمایشی متهمان حوادث پس از انتخابات دهم ریاست جمهوری ایران بود.
۲۶. امیرعلی شعبانی پور، عضو کمیسیون ict ایران و روسیه در بهینه کردن شبکه 5G اینترنت
۲۷. سید احمد زرگر: قاضی شعبه ۳۶ دادگاه تجدید نظر تهران.
۲۸. علی‌اکبر یساقی: قاضی دادگاه انقلاب اسلامی مشهد.
۲۹. مصطفی بزرگ‌نیا: رئیس بند ۳۵۰ زندان اوین.
۳۰. غلامحسین اسماعیلی: رئیس اسبق سازمان زندان‌ها، رئیس کل سابق دادگستری استان تهران، رئیس سابق شعبه اول دادگاه تجدیدنظر تهران و سخنگوی قوه قضائیه.
۳۱. فرج‌الله صداقت: دستیار مدیرکل سازمان زندان‌ها و رئیس سابق زندان اوین در جریان پیامدهای انتخابات ریاست جمهوری دهم ایران.
۳۲. محمدعلی زنجیری: معاون رئیس سازمان زندان‌های ایران.
۳۳. محمود عباس‌زاده مشکینی: مدیرکل سیاسی وزارت کشور دولت نهم و دولت دهم.
۳۴. علی رضوانی: خبرنگار سازمان صدا و سیمای جمهوری اسلامی ایران.
۳۵. محمدرضا رضایی فرودی:
معاون اسبق امور اجرایی بسیج دانشجویی ، بازجوی سابق سازمان اطلاعات سپاه پاسداران انقلاب اسلامی ، معاون سیاسی سابق  شورای اسلامی شهر شیراز و کارمند فعلی  شورای اسلامی شهر تهران.